# Virginia State Capitol
Das Virginia State Capitol ist der Regierungssitz des amerikanischen Bundesstaates Virginia und beherbergt mit der Virginia General Assembly das älteste gesetzgebende Organ der westlichen Hemisphäre. Es befindet sich in Virginias Hauptstadt Richmond. Mit einem Alter von über 220 Jahren ist das Virginia State Capitol das drittälteste noch genutzte State Capitol. Dennoch ist es bereits das achte Parlamentsgebäude des Staates.

## Vorgängerbauten

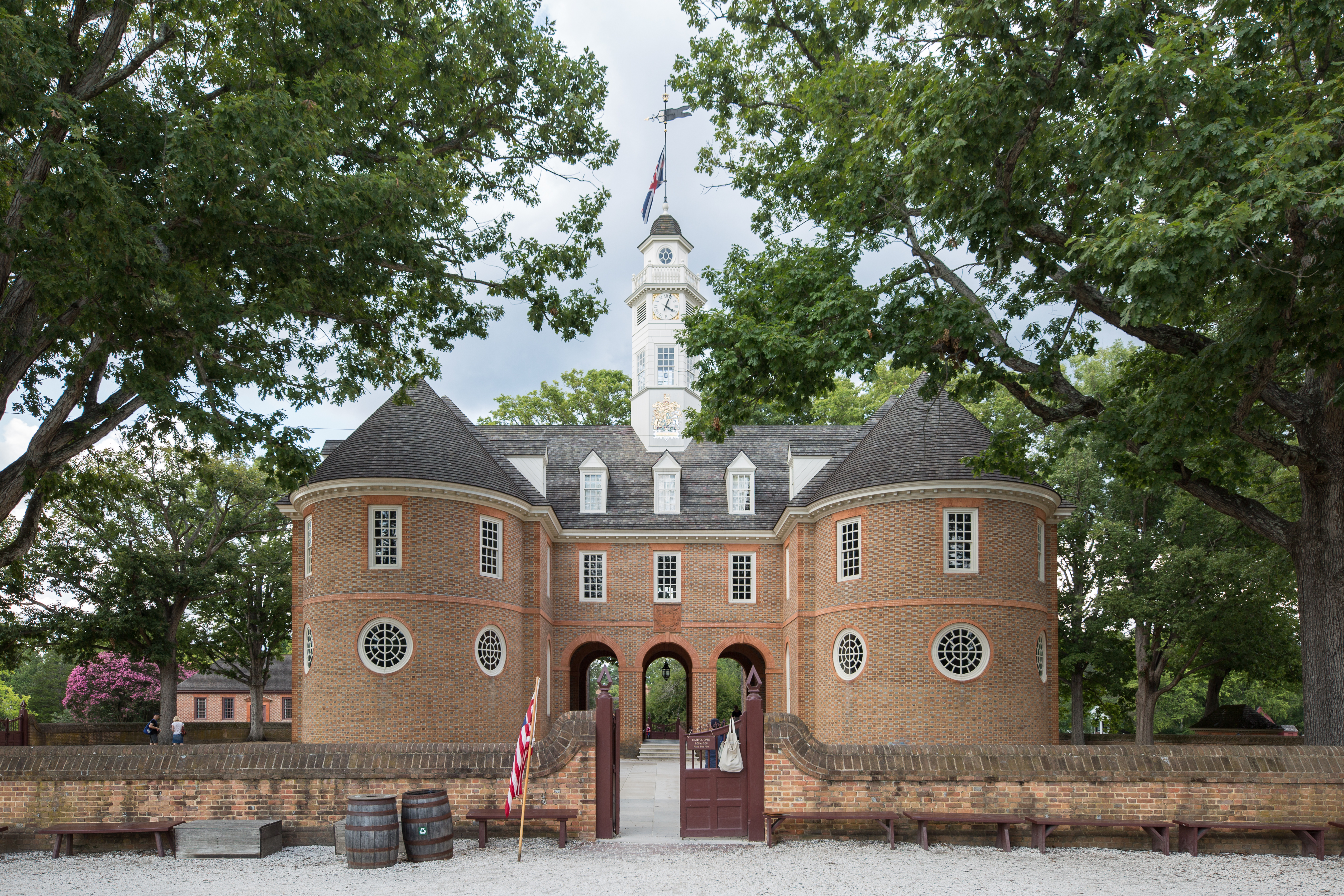
Rekonstruktion des ersten Kapitols zu Williamsburg

Zu Zeiten der Kolonie Virginia wurde 1619 die erste gewählte Generalversammlung (House of Burgesses) in Jamestown einberufen. Die Virginia Company schuf diese, um die Zuwanderung in die Kolonie zu fördern. Man versammelte sich in der Jamestown Church.
Nachdem 1698 das Regierungsgebäude in Jamestown zum wiederholten Male niedergebrannt war, zog die Regierung 1690 nach Williamsburg, weiter ins Landesinnere und somit weg vom sumpfigen, von Moskitos geplagten Umland von Jamestown.
Ab 1705 tagte die Generalversammlung in einem neu errichteten zweistöckigen Gebäude, das eigentlich aus zwei durch eine Arkade verbundenen Gebäuden bestand und mehrere Institutionen beherbergte. 1747 brannte es ebenfalls nieder und wurde bis 1753 durch einen Neubau ersetzt. Hier erklärte am 15. Mai 1776 Virginia seine Unabhängigkeit von Großbritannien.
Während des Amerikanischen Unabhängigkeitskrieges verlegte man auf Drängen des Gouverneurs Virginias und späteren Präsidenten Thomas Jefferson die Hauptstadt erneut weiter ins Landesinnere, nach Richmond, um so einer Belagerung durch die nahenden britischen Truppen zuvorzukommen. Die letzte Sitzung im Parlamentsgebäude zu Williamsburg fand am 24. Dezember 1779 statt.
Mit der Zeit verfiel es und wurde schließlich zur Gewinnung von Baumaterial abgebrochen. Das erste Kapitol zu Williamsburg wurde 1934 als Teil des Freilichtmuseums Colonial Williamsburg rekonstruiert.

## Das heutige Gebäude

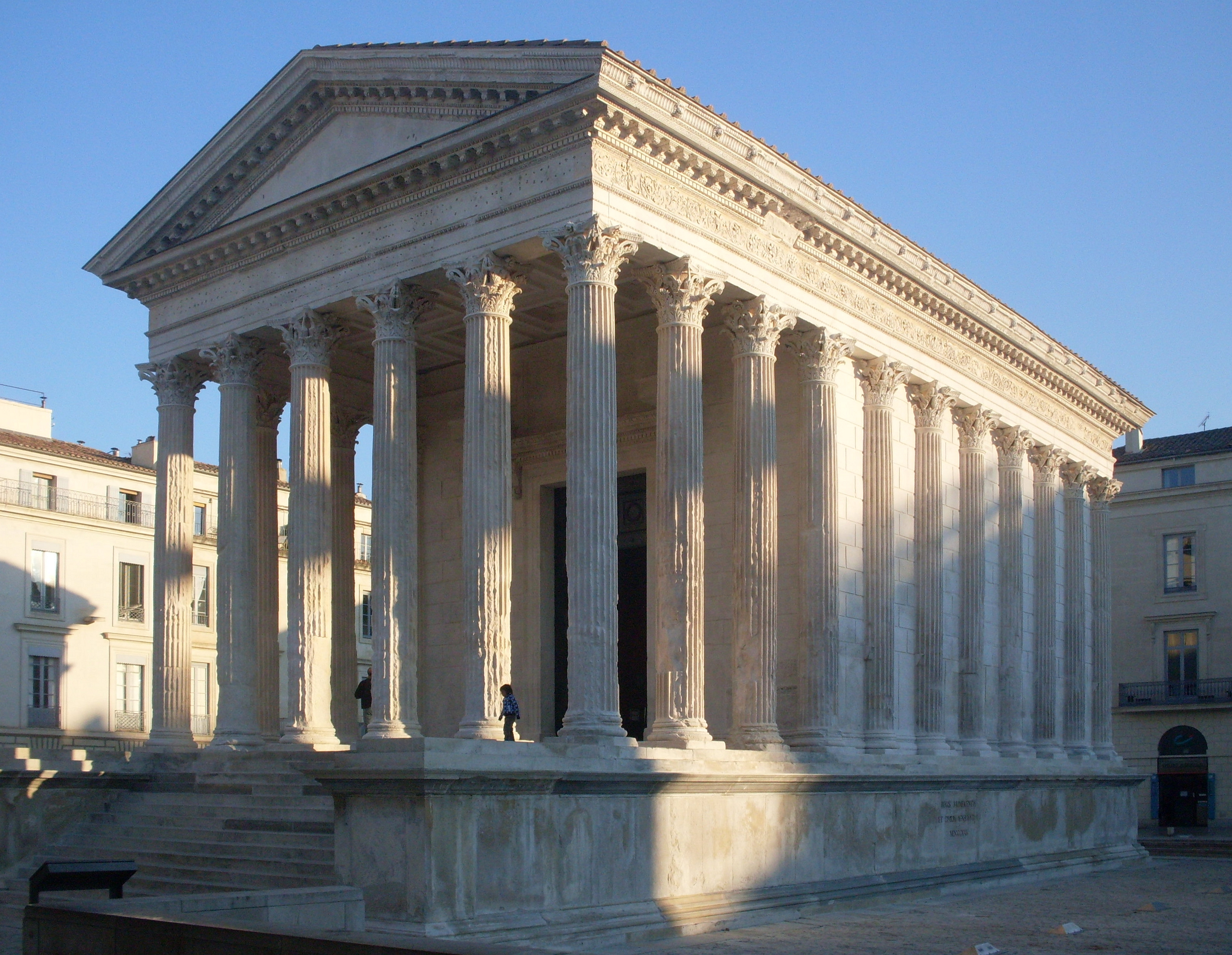
Das Maison Carrée in Nîmes diente als Vorbild

In Richmond tagte man zunächst in einem Behelfsbau. Als Standort für das neue Parlamentsgebäude des jungen Staates wählte man Shockoe Hill, eine zentral gelegene Erhöhung mit Blick über den James River.
Der Entwurf stammt von Jefferson und dem französischen Architekten Charles-Louis Clérisseau. Man orientierte sich an einem der besterhaltenen römischen Tempel Europas, dem Maison Carrée in der südfranzösischen Stadt Nîmes. Anstatt der korinthischen Säulen entschied man sich jedoch für ionische. Der Grundstein wurde am 18. August 1785 gelegt.
Einen Großteil des Bürgerkrieges diente das Gebäude als Regierungssitz der Konföderation. Richmond war seinerzeit die wichtigste Metropole der Südstaaten. Nachdem Virginia der Konföderation beigetreten war, wurde Montgomery (Alabama) im Mai 1861 durch Richmond als Hauptstadt abgelöst. Kurz vor Ende des Krieges zog die Regierung erneut um, nach Lynchburg, wo am 9. April im Appomattox Court House schließlich die Kapitulationserklärung der Army of Northern Virginia unterschrieben wurde, was den Anfang vom Ende des Krieges einleitete.

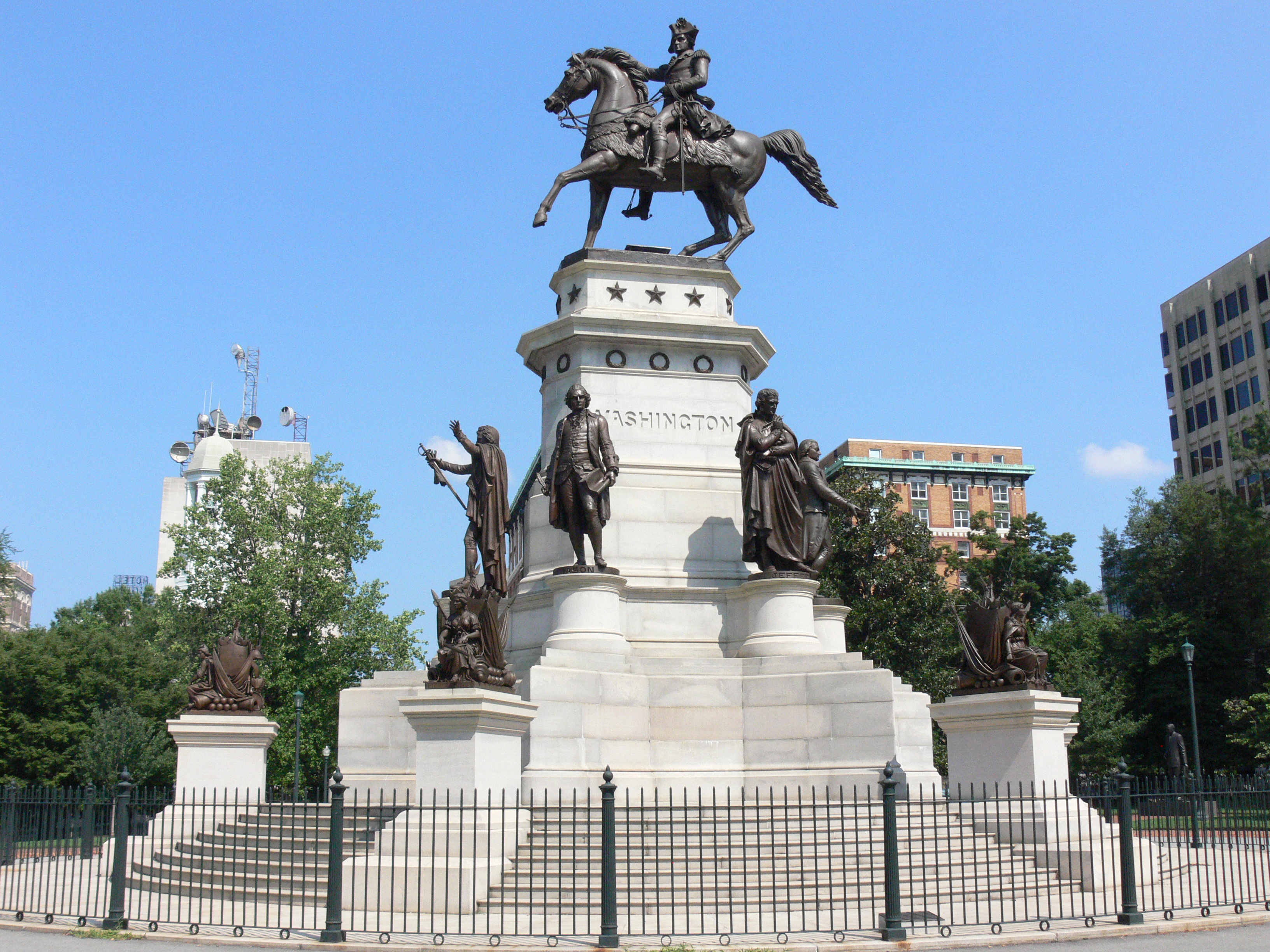
Virginia Washington Monument

Am 27. April 1870 kam zu einem größeren Zwischenfall: Während einer Verhandlung des Berufungsgerichts im großen Gerichtssaal im zweiten Obergeschoss des Gebäudes, der mehrere hundert Menschen beiwohnten, brach die überfüllte Zuschauergalerie zusammen und fiel auf die Menschen im Saal. Durch das zusätzliche Gewicht brach nun auch der Boden des Saals durch und die Verhandlungsteilnehmer fielen 12 m in die Tiefe. 62 Menschen kamen dabei ums Leben und 251 wurden teilweise schwer verletzt.
Daraufhin wurde der Ruf nach einem Abriss des Gebäudes laut. Stattdessen wurde es instand gesetzt und 1904 um zwei symmetrische Flügel erweitert. Mit den ionischen Säulen und den darauf ruhenden Dreiecksgiebeln passen sie sich dem Ursprungsbau an.
Die umgebende Grünanlage (Capitol Hill) ist Standort mehrerer Denkmäler für Personen und Ereignisse, die den Staat Virginia betreffen. Das markanteste ist wohl das knapp 6,5 m hohe Virginia Washington Monument, ein Reiterstandbild von George Washington, dem wohl bedeutendsten Sohn Virginias. Zu Füßen dieses Denkmals wurde Jefferson Davis als erster und einziger Präsident der Konföderierten Staaten vereidigt.